# Уарзиати, Вилен Савельевич
Вилен Савельевич Уарзиати (1952, Дзауджикау — 1995) — осетинский историк, этносемиолог.

## Биография
В 1975 году с отличием окончил исторический факультет Северо-Осетинского государственного университета им. К. Л. Хетагурова, в 1978 г. — аспирантуру Института этнографии им. Н. Н. Миклухо-Маклая Академии наук СССР.
Работал старшим научным сотрудником отдела археологии и этнографии СОНИИ (1979—1989). С 1989 года преподавал на кафедре Российской истории и кавказоведения Северо-Осетинского университета (с 1992 г. — профессор).
В 1995 г. ему была присуждена стипендия Российской Академии наук.

## Научная деятельность
Кандидат исторических наук, профессор Северо-Осетинского государственного университета.
В своем творчестве развивал идеи французского ученого Ж.Дюмизеля о трехфункциональности, применяя их к культуре осетин и казахов. Ряд исследований связан с этногенезом осетинского народа, реконструкцией традиционного мировоззрения (традиционный столик «фынг» — как модель мира, трехцветный флаг, как проявление трехфункциональности и др.). В ряде статей показано, что многие элементы осетинской культуры (Алгуза и Алаш-хан, пестрый флаг, модель мира, представления, связанные с пивом и др.) находят параллели в традиционной культуре казахов. Это связано с тем, что в этногенезе обоих народов существенную роль сыграло наследие скифо-сакских племен.
Участник Международных и Всесоюзных научных конференций и сессий этнологов СНГ, научной экспедиции «Аланская дорога» (Западная Европа, 1993).
Автор более 100 научных работ, опубликованных в России, Венгрии, Казахстане.

### Избранные труды
- Народные игры и развлечения осетин. — Орджоникидзе: Ир, 1987. — 160 с.
- Уарзиати В. Ислам в культуре осетин // Эхо Кавказа. — 1993. — № 3.
- Уарзиати В. С., Галиев А. А. Символы и знаки Великой степи (История культуры номадов Евразии). — А.: КазГос ИНТИ, 2006.
- Уарзиати В. С. Избранные труды. Этнология. Культурология. Семиотика. — 2007.

См. также:
- Список основных работ проф. В. С. Уарзиати // Этнографическое обозрение. — 1996. — № 5. — С. 166—167.

## Адреса во Владикавказе
- 1980—1995 — ул. Кутузова, 71 а, кв.6[1].